# 石川正史
石川 正史（いしかわ まさし、1976年7月15日 - ）は、日本の政治家、YouTuber、会社役員。大分県津久見市長（1期）。元大分放送（OBS）のアナウンサー、ディレクター。

## 来歴
大分県大分市出身。祖父の代からパン屋を営む家庭に生まれる。大分市立中島小学校、大分市立碩田中学校（前述の2校は小学校2校と統合した上で2017年4月に義務教育学校に改編され、現在は大分市立碩田学園）、大分県立大分上野丘高等学校を経て法政大学経済学部卒業。
1999年4月に山口放送 (KRY) に入社し、2006年3月まで同局のアナウンサーを務めた。
2006年4月に大分放送へ中途入社。テレビ番組「おはようナイスキャッチ」や「かぼすタイム」の司会やラジオパーソナリティー、スポーツ実況などを担当。在籍中、TBSのテレビドラマ『西村京太郎サスペンス 十津川警部シリーズ』が大分県日田市でロケを行った回（第42回）にリポーター役で出演したことがある。
後に大分放送を退社し、2018年4月1日付で家業に関連のある大分県津久見市にある製菓・製パン関係の通販会社タイセイ（現：cotta）に入社した。また入社後しばらくは、つくみ港まつり納涼花火大会開催会場からのラジオ放送を行う「津久見応援メディア うみかぜラヂオ」のMCも務めていた。2022年より同社執行役員。
2023年7月、勤務地である津久見市ゆかりの人を紹介するYouTube番組「石川正史の津久見チャンネル」をスタート。開始当初は、津久見高校野球部OBの出演が続いている。第1回は鉄平（元楽天、パ・リーグ首位打者）、第2回は木村隆一（S49センバツ出場）。
2023年10月、任期満了に伴う津久見市長選挙への立候補を表明し、12月3日投開票の結果、現職の川野幸男と前副市長の飯沼克行を破って初当選を決めた。次点の飯沼との得票差は51票差の接戦であった。
開票結果は、石川 4,081票、飯沼 4,030票、川野 1,156票であった（当日有権者数：13,778人 最終投票率：67.55%）。

## 人物
小学3年生から6年生までは元大相撲力士の千代大海（現：九重親方）と、中学2年生のときにはタレントのつだつよし。と同じクラスであった。千代大海とは小学校で同じ少年野球団であった。小学校卒業後にも同じ中学校に通い、クラスが別々になっても親交があった。千代大海が現役時代、山口県や大分県に巡業に訪れた際には自身の担当番組で特集を組み、インタビューを行った。千代大海が現役を引退し、年寄佐ノ山襲名披露大相撲（断髪式）を2010年10月に開催した際にも出席し、両国国技館の土俵上で髷にはさみを入れた。つだとは成人後にOBSラジオの番組で共演している。

## アナウンサー時代の担当番組

### 山口放送での担当番組

#### テレビ番組
- KRYさわやかモーニング - サブキャスター、リポーター[2]
- 熱血テレビ[1]
- スポーツ中継（防府読売マラソン、高校サッカー、少年サッカー、山口県オープンゴルフ選手権、小学生バレー、小学生ドッジボール）[1]

#### ラジオ番組
- 土曜いい朝 おはようワイド
- 昼休みほっとサイト[2]
- じゅげむのこりゃえ〜が[1]
- スポーツ中継（高校野球、中国山口駅伝）[1]

### 大分放送での担当番組

#### テレビ番組
- おはようナイスキャッチ
- かぼすタイム
- OBSイブニングニュース（三重野勝己アナの代役）
- 選挙特番
- スポーツ中継（別府大分毎日マラソンのテレビ中継[12]、高校ラグビー）

#### ラジオ番組
- おはようラジオ[13]
- 朝感ラジオ
- スタート！
- ごごらくワイド
- BINGO
- あの年のヒット曲！[14]
- 三遊亭歌奴の落語パラダイス[15]
- 梶原徹也のロックンロールラジオ
- つだつよし。のココロすてきラジオ[15]
- つよしまさし[16]
- 弁護士西馬 成功のヒント
- にしうま弁護士の法律うまい話[17]
- 大分ヒートデビルズ・澤岻直人の法政ヒート！
- 石川正史の法政大学ラジオ！[18]
- OBS商店街ラジオ[19]
- 観月ゆうじのカラオケ大好きラジオ[20]
- 日曜アナラジ[4]
- まんでいジュークボックス - 「ハイスクールラジオ」のコーナー担当[21]
- おつかれさまです。アリナミン[21]
- OBSラジオ図書館[15]
- ベル★バン!![20]
- OBS TOP20[17]
- スポーツ中継（サッカー・大分トリニータ戦中継、高校野球中継、別府大分毎日マラソンのラジオ中継など[4]）